# Gerd Poppe

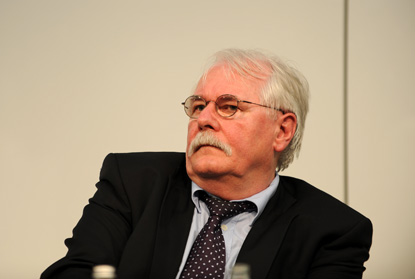
Gerd Poppe (2011)

Gerd Poppe (* 25. März 1941 in Rostock; † 29. März 2025 in Berlin) war ein deutscher Politiker, der als Bürgerrechtler in der DDR bekannt wurde. Er war 1985 Mitbegründer der Initiative Frieden und Menschenrechte und während der friedlichen Revolution von Februar bis April 1990 Minister ohne Geschäftsbereich in der DDR-Regierung Modrow. Von März bis Oktober 1990 war er Mitglied der frei gewählten Volkskammer für Bündnis 90 und anschließend bis 1998 Mitglied des Bundestages für Bündnis 90/Die Grünen. Danach war Poppe von 1998 bis 2003 der erste Beauftragte der Bundesregierung für Menschenrechtspolitik und humanitäre Hilfe.

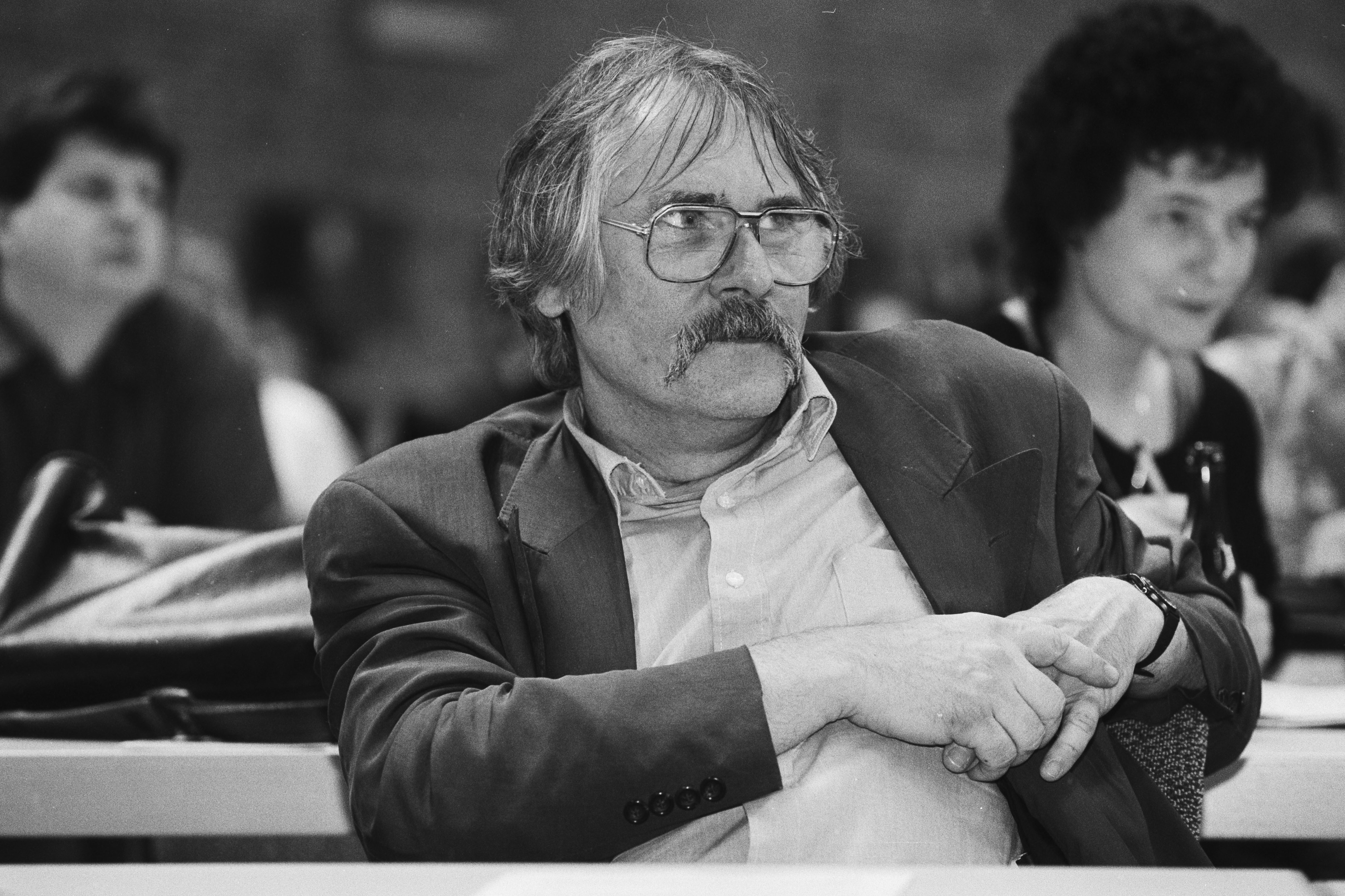
Gerd Poppe während des Bundesparteitags Bündnis 90/DIE GRÜNEN (15. Mai 1993)

## Leben, Werdegang und Leistungen
Der Sohn eines Ingenieurs und einer Sekretärin legte 1958 das Abitur ab und studierte von 1959 bis 1964 Physik an der Universität Rostock. Danach arbeitete Poppe von 1965 bis 1976 als Physiker im Halbleiterwerk Stahnsdorf. Ab 1968 war er in oppositionellen Kreisen aktiv, freundete sich mit Robert Havemann und Wolf Biermann an. Ab 1971 wurde er vom Ministerium für Staatssicherheit beobachtet, das ihn bis 1989 von insgesamt 44 Inoffiziellen Mitarbeitern (IM) bespitzeln ließ. Da er den Wehrdienst mit der Waffe verweigerte, diente Poppe 1975 sechs Monate als Bausoldat. Wegen seines Protestes gegen die Ausbürgerung Biermanns wurde 1976 eine Einstellungszusage der Akademie der Wissenschaften der DDR zurückgezogen. Er arbeitete bis 1984 als Maschinist in einer Ost-Berliner Schwimmhalle und dann bis 1989 als Ingenieur im Baubüro des Diakonischen Werkes. Poppe heiratete 1979 Ulrike Wick, die sein gesellschaftliches Engagement teilte.
Ulrike und Gerd Poppe initiierten einen unabhängigen Kinderladen und veranstalteten in ihrer Wohnung in Prenzlauer Berg literarische Abende mit kritischen Autoren. Aufgrund seiner Kontakte zu Unterzeichnern der Charta 77 in der Tschechoslowakei verhängten die Behörden 1980 ein Auslandsreiseverbot gegen Poppe, das bis 1989 bestand. Im Jahr 1982 wurde Poppe kurzzeitig in Haft genommen, sodass er nicht am Begräbnis Robert Havemanns teilnehmen konnte. Gemeinsam mit seiner Frau, Bärbel Bohley und Wolfgang Templin war Poppe 1985/86 Mitbegründer der Initiative Frieden und Menschenrechte (IFM). Er war Mitherausgeber und Autor mehrerer illegaler Samisdat-Publikationen: grenzfall (1986), SPUREN. Zur Geschichte der Friedensbewegung in der DDR (1988), Fußnote 3 (1988), Ostkreuz (1989). Die Staatssicherheit überzog das Ehepaar Poppe mit Zersetzungsmaßnahmen. Aus zahllosen abgehörten Telefongesprächen wird allerdings ersichtlich, dass sie dies nicht einschüchterte oder in ihrem politischen Engagement beirren konnte. Noch im September 1989 lieferte der Stasi-IM Ibrahim Böhme (Mitbegründer und später Vorsitzender der DDR-SPD) Berichte über Poppe und seine Frau.

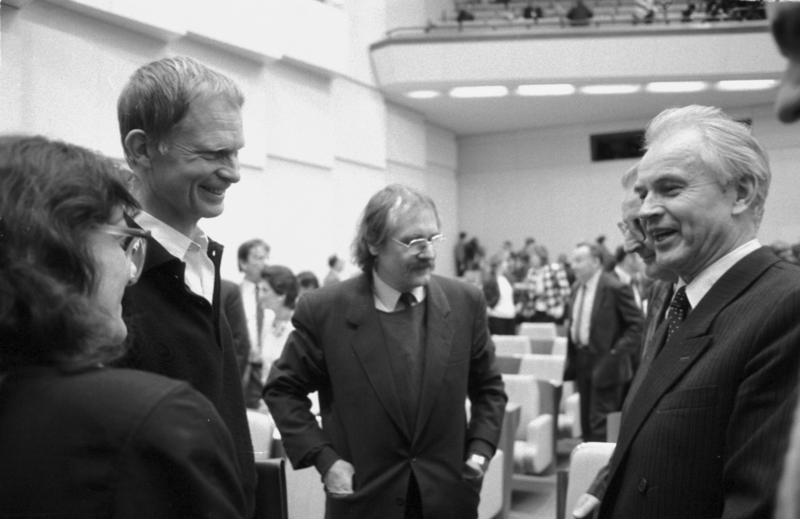
Gerd Poppe (Mitte), links Tatjana Böhm und Klaus Schlüter, rechts Hans Modrow, bei der Volkskammer-Tagung im Februar 1990

Während der friedlichen Revolution in der DDR war Poppe 1989 bis 1990 Sprecher und Vertreter der IFM am Zentralen Runden Tisch, wo er sich an der Arbeitsgruppe „Neue Verfassung der DDR“ beteiligte. Von Februar bis April 1990 war er Minister ohne Geschäftsbereich in der um Vertreter der Bürgerbewegungen erweiterten Übergangsregierung unter dem letzten SED-Ministerpräsidenten Hans Modrow. Zur freien Volkskammerwahl im März 1990 schloss sich die IFM mit dem Neuen Forum und Demokratie jetzt zum Bündnis 90 zusammen, auf deren Liste Poppe in das nun pluralistische DDR-Parlament gewählt wurde. Dort war er bis zur Auflösung der Volkskammer im Oktober 1990 stellvertretender parlamentarischer Geschäftsführer der Fraktion von Bündnis 90. Im Juni 1990 war Poppe Mitbegründer des Kuratoriums für einen demokratisch verfassten Bund deutscher Länder, der statt einem bloßen Beitritt der DDR zum Geltungsbereich des Grundgesetzes (gemäß Artikel 23 GG) „eine breite öffentliche Verfassungsdiskussion“ und die Ausarbeitung einer neuen, gesamtdeutschen Verfassung durch eine hierfür gewählte Versammlung wollte. Dieser Vorschlag setzte sich aber nicht durch, die Mehrheit der Volkskammer stimmte für die Beitrittslösung.
Bei der ersten gesamtdeutschen Bundestagswahl im Dezember 1990 wurde Poppe für die gemeinsame Liste von Bündnis 90 und Die Grünen, die im Wahlgebiet Ost 6,2 % der Stimmen erhielt, in den Deutschen Bundestag gewählt. Dort war er außenpolitischer Sprecher der Abgeordnetengruppe Bündnis 90/Grüne (da die westdeutschen Grünen den Einzug in den Bundestag verpasst hatten, hatten sie keine Fraktionsstärke) und Obmann in der Enquete-Kommission „Aufarbeitung von Geschichte und Folgen der SED-Diktatur“. Im Mai 1992 wurde er zum Mitglied des Bundessprecherrats der Partei Bündnis 90 gewählt. Er war ein prominenter Befürworter der Fusion mit Den Grünen, die im Mai 1993 erfolgte. Auch nach der Bundestagswahl 1994 war Poppe bis 1998 außenpolitischer Sprecher der nunmehrigen Bundestagsfraktion Bündnis 90/Die Grünen. Im Gegensatz zur damaligen Mehrheitsposition der Grünen befürwortete Poppe im Dezember 1996 den Erhalt und die Ausdehnung der NATO unter Einbeziehung Russlands.
Nach seinem Ausscheiden aus dem Bundestag war er während der rot-grünen Regierung (Schröder I und II) von 1998 bis 2003 Beauftragter der Bundesregierung für Menschenrechtspolitik und humanitäre Hilfe. Dieser Posten war im Auswärtigen Amt unter Joschka Fischer angesiedelt. Außerdem war Poppe von 1998 bis 2021 Mitglied des Vorstandes der Bundesstiftung zur Aufarbeitung der SED-Diktatur.

## Privates
Poppe war vielen unter dem Spitznamen „Poppoff“ bekannt (in Anspielung auf seinen prominenten Schnurrbart, der ihn mit Janoschs Figur „Onkel Poppoff“ verband).
Er hatte aus seiner ersten, 1970 geschiedenen Ehe zwei Kinder: Boris Poppe, geboren 1967, der 1992 tödlich verunglückte, und die Schriftstellerin Grit Poppe, geboren 1964. Zwei weitere Kinder, Jonas und Johanna, stammen aus der zweiten Ehe mit Ulrike Poppe. Diese Ehe bestand von 1979 bis zur Scheidung 1997.
Vier Tage nach seinem 84. Geburtstag starb Gerd Poppe am 29. März 2025.

## Veröffentlichungen
- Einheit und Identität der Deutschen in Ost und West. In: Markierungen. Auf dem Weg zu einer gesamtdeutschen Verfassung. Bad Boll 1990, S. 124–155.
- Bürgerbewegung im Parlament. In: Vorgänge 110 (ZS). Opladen 1991, S. 78–85.
- Der Staatsfeind im Wohnzimmer. In: Peter Böthig, Klaus Michael (Hrsg.): MachtSpiele. Leipzig 1993, S. 228–241.
- Um Hoffnung kämpfen. In: Lukas Beckmann, Lew Kopelew (Hrsg.): Gedenken heißt erinnern – Petra K. Kelly, Gert Bastian. Göttingen 1993, S. 56–58.
- Auf dem Weg von der Diktatur in die Normalität. In: Rita Süssmuth, Bernward Baule (Hrsg.): Eine deutsche Zwischenbilanz. München 1997, S. 187–195.
- Immer in heller Aufregung – Die Kunst des Unmöglichen. In: Petra K. Kelly: Lebe, als müsstest Du heute sterben. Texte und Interviews. Düsseldorf 1997, S. 233–239.
- Begründung und Entwicklung internationaler Verbindungen. In: Eberhard Kuhrt (Hrsg.): Opposition in der DDR von 70er Jahren bis zum Zusammenbruch der SED-Herrschaft. Opladen 1999, S. 349–377.
- Das Haus der Parlamentarier. In: Hans Wilderotter (Hrsg.): Das Haus am Werderschen Markt. Berlin 2000, S. 253–262.
- Mehr als Prinzipientreue. Wie werden die Menschenrechte die deutsche Politik leiten? In: FAZ, 4. Januar 2000.
- Der Internationale Strafgerichtshof. In: Jahrbuch Menschenrechte 2002. Frankfurt/M. 2001, S. 199–209.
- Menschenrechtspolitik und humanitäre Hilfe in Afrika. In: Susan Arndt (Hrsg.): AfrikaBilder. Studien zu Rassismus in Deutschland. Unrast, Münster 2001, ISBN 3-89771-407-8, S. 436–446.
- Nicht nur eine Addition… In: Heinrich-Böll-Stiftung, Werner Schulz (Hrsg.): Der Bündnis-Fall. Bremen 2001, S. 87–96.
- Der lange Weg zur gerechten Herrschaft. In: Hartmut Koschyk (Hrsg.): Begegnungen mit Kim Dae-jung. München 2002, S. 93–103.
- Wahrheit und Öffentlichkeit – Ludwig Mehlhorns Beitrag zum Ende des Kommunismus. In: Stephan Bickhardt (Hrsg.): In der Wahrheit leben. Leipzig 2012, S. 242–247.
- Unrecht, Recht und Gerechtigkeit, in: (Ost)Deutschlands Weg. 80 Studien & Essays zur Lage des Landes I+II, herausgegeben von Ilko-Sascha Kowalczuk, Frank Ebert und Holger Kulick, Berlin 2021.